# Nacktschwanzratten
Die Nacktschwanzratten (Solomys) sind eine Nagetiergattung aus der Gruppe der Altweltmäuse (Murinae). Die Gattung umfasst fünf Arten, von denen eine ausgestorben ist.
Nacktschwanzratten sind relativ große, rattenähnliche Tiere. Die Kopfrumpflänge beträgt 19 bis 33 Zentimeter, die Schwanzlänge 20 bis 36 Zentimeter und das Gewicht – soweit bekannt – 0,3 bis über 1 Kilogramm. Ihr Fell ist braun oder grau gefärbt, die Unterseite ist heller. Der Schwanz ist unbehaart, die Füße sind mit kräftigen Krallen versehen.
Nacktschwanzratten sind auf den Salomon-Inseln endemisch, ihr Lebensraum sind Wälder. Sie können gut klettern und halten sich meist auf den Bäumen auf. Sie errichten Blätternester auf Astgabeln oder in Baumhöhlen. Ihre Nahrung besteht unter anderem aus Nüssen, die sie mit ihren kräftigen Zähnen aufnagen.
Es werden fünf Arten unterschieden:
- Solomys ponceleti lebt auf Bougainville und ist die größte Art und erreicht ein Gewicht von einem Kilogramm.
- Solomys salamonis ist auf der Insel Florida beheimatet, es ist die kleinste Art.
- Solomys salebrosus kommt auf Bougainville und den Choiseul-Inseln vor.
- Solomys sapientis lebt auf Santa Isabel und kam früher auch auf Malaita vor.
- Solomys spriggsarum ist vor 6600 bis 2000 Jahren ausgestorben. Es lebte auf Buka.

Alle noch lebenden Arten sind in ihrem Bestand bedroht. Die Gründe dafür liegen in der Zerstörung ihres Lebensraums und der Bejagung wegen ihres Fleisches. Die IUCN listet S. ponceleti als „vom Aussterben bedroht“ (critically endangered), S. salebrosus und S. sapientis als „stark gefährdet“ (endangered) und S. salamonis unter „zu wenig Daten vorhanden“.
Systematisch wird die Gattung innerhalb der Altweltmäuse in die Uromys-Gruppe eingeordnet.